# Малуэль, Жан
Жан Малуэль, Ян Мальваель, Йохан Малвал (фр. Jean Malouel, нидерл. Jan Maelwael; Johan Maelwael; 1370, Неймеген — март 1415, Дижон) — живописец Северного Возрождения XIV—XV веков бургундской школы. Он был придворным художником бургундского герцога Филиппа II Смелого и его преемника Жана Бесстрашного. Работал в стиле интернациональной готики.

## Биография
Жан Малуэль, живописец и художник-декоратор, родился в Неймегене, ранее Нимвеген (нем. Nimwegen) — городе в восточной части Нидерландов, в провинции Гелдерланд, в семье потомственных художников. На голландском наречии имя Мальваель означает «хорошо рисующий». Его отец, Виллем, и его дядя, Герман Мальваель, оба были художниками на службе у герцогов Гельдерских в Неймегене. Историки считают, что семья происходит из близлежащего немецкого города Клеве. Дядя Герман уже поселился в Неймегене в 1373 году и стал отцом двоих детей. Жан Малуэль, вероятно, родился между 1370 и 1375 годами. Он взял имя при крещении от своего другого дяди, Йоханнеса, который в то время был священником в церкви Сент-Этьен. В очень молодом возрасте он учился живописи в мастерской отца и дяди.
В 1382 году Жан Малуэль был зарегистрирован в родном городе в качестве живописца. Женившись, он переехал с семьей в Париж. В сентябре 1396 года под французским именем Хеннекен де Маллвей художник был нанят Изабеллой Баварской (1370—1435), супругой Карла VI, регента Франции. Он выполнял самые разные заказы, в частности, расписывал золотом и геральдическими девизами шёлковые ткани.
В 1396 году поступил на службу к герцогу Филиппу Смелому, а летом 1397 года был вызван в Дижон в качестве его придворного художника и камердинера. Весной 1398 года Малуэль был официально назначен «живописцем и камергером» (valet de chambre). С этого времени Малуэль работал до конца своих дней при дворе герцогов бургундских. Он руководил большим количеством работ, в частности, предназначенных для украшения картезианского монастыря Шанмоль (Charterhouse du Champmol) близ Дижона. Однако большая часть этих работ не сохранилась. Малуэль также способствовал обустройству во Франции своих племянников, живописцев братьев Лимбург.
В 1405 году, вскоре после смерти герцога Филиппа, Малуэль вернулся в Неймеген, женился и снова уехал в Дижон. Согласно документам, он выполнял многочисленные декоративные заказы, расписывал скульптуры надгробия герцога Филиппа II Смелого работы скульптора Клауса Слютера (1410). По заказам сына Филиппа, Иоанна Бесстрашного, он написал пять алтарных картин для монастыря Шанмоль (с 1398 г.), создал портрет самого Иоанна (1412). Однако ни одно из этих произведений не сохранилось. В 1415 году он скончался в Дижоне, оставив жену и четверых детей. Жена вернулась в Неймеген, где продолжала получать пенсию от герцога.

## Атрибуции и стилевые особенности произведений
Сохранившиеся произведения художника не подписаны, поэтому специалистам приходится опираться на сравнительный анализ. Тем не менее историки искусства сходятся во мнении, что большое тондо «Оплакивание Христа» (Париж, Лувр) с гербом Филиппа Смелого на обороте, по всей вероятности, выполнено Малуэлем. Это единственная картина, атрибуция которой не вызывает споров. Однако эта атрибуция основана не на документах, а на стилевом анализе. Картина была создана в период 1400—1410 годов. В этом тондо художник, нарушив принятую иконографию, объединил две темы: «Оплакивание» и «Троицу»: вместе с Марией и Христом изображены Бог-отец и Святой дух. Мастер блестяще справился с тондо, довольно сложным форматом для размещения фигур. Возможно, что картина-тондо в отношении искусства стран Северной Европы — изобретение Малуэля: в тондо, появившихся позднее, ощущается влияние его стиля.
Атрибуции других картин более противоречивы: художнику приписывают алтарный образ «Христа милосердия» (le Christ de pitié), поддерживаемого святым Иоанном и «Девы Марии с бабочками» (la Vierge aux papillons); четыре другие небольшие религиозные картины считают работой его мастерской. Однако алтарь «Распятие с мученичеством Святого Дионисия» (1416, в настоящее время хранится в Лувре), историки также склонны приписывать не Малуэлю, а работе более молодого художника из Дижона — Анри Бельшоза или, как минимум, затрудняются определить, кто из двух мастеров создал это произведение. Возможно, оно было начато Малуэлем, а после его смерти завершено Бельшозом.
Более того, историки искусства Дж. Снайдер и А. Шатле считают, что луврские тондо, обычно приписываемые Малуэлю, являются двумя из пяти алтарных образов, заказанных ему в 1398 году. При этом допускают, что тондо выполнил Бельшоз, когда работал помощником Малуэля, таким образом полностью отвергая традиционную атрибуцию этих работ.
Жан Малуэль также работал в области портретной живописи, книжной иллюминации, раскрашивания деревянных и каменных статуй; наиболее знамениты расписанные им скульптуры «Колодца Моисея» Клауса Слютера.

## Галерея
- Христос Милосердия (Пьета с Иоанном Евангелистом и двумя ангелами). 1405—1410. Дерево, масло. Лувр, Париж
- Большая Пьета-тондо (Оплакивание Христа). Ок. 1400. Дерево, масло, золото. Лувр, Париж
- Большая Пьета. Деталь
- Дева Мария с Младенцем, ангелами и бабочками. 1410. Лён, темпера, масло. Берлинская картинная галерея
- Портрет герцога Иоанна Бесстрашного. 1404—1405. Дерево, масло. Лувр, Париж
- Mадонна с Младенцем. Ок. 1410. Дерево, темпера. Лувр, Париж
- Малая Пьета-тондо (приписывается). Ок. 1390. Дерево, масло. Лувр, Париж
- Положение во гроб (мастерская). Дерево, масло, золото. Лувр, Париж

### Работы Малуэля
- Мадонна с младенцем
- Мадонна с младенцем и ангелами
- Большая круглая Пьета (под влиянием Малуэля была также написана *
- Малая круглая Пьета)